# 16107 Chanmugam
16107 Chanmugam este un asteroid din centura principală de asteroizi.

## Descriere
16107 Chanmugam este un asteroid din centura principală de asteroizi. A fost descoperit pe 27 noiembrie 1999 la Bâton-Rouge de Walter R. Cooney, Jr.. Asteroidul prezintă o orbită caracterizată de o semiaxă mare de 2,72 ua, o excentricitate de 0,04 și o înclinație de 4,5° în raport cu ecliptica.